# Бантустан

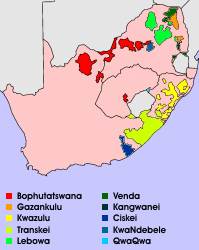
Карта Бантустанів у ПАР

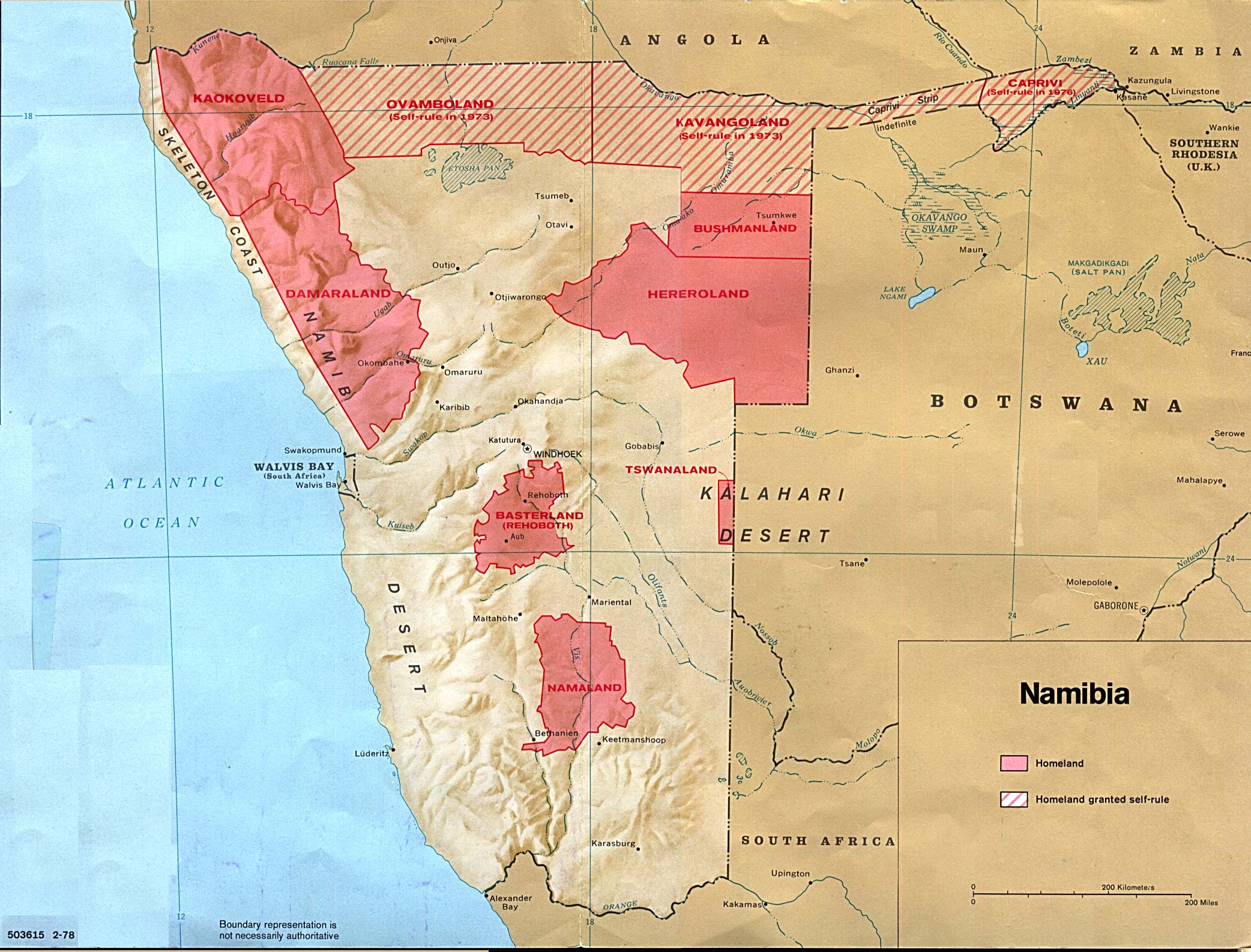
Карта «Земель для чорних» у Намібії в 1978 році

Бантустан («гомленд», батьківщина) — назва, що існувала до 1978 року для квазідержавних утворень чорного населення в ПАР та Намібії, створених у 1960-х рр. за племінною ознакою.
Десять бантустанів перебували в ПАР і десять — перебували під її управлінням ПЗА. Метою їх створення було зосередити на обмеженій території представників однієї народності, що робило бантустани етнічно гомогенними.
Термін «бантустан» почав використовуватися в кінці 1940-х років. Він утворений шляхом складання кореня банту і суфікса -стан. Спочатку він застосовувався в першу чергу критиками системи резервацій (англ. homeland, афр. tuisland). Сьогодні слово «бантустан» може використовуватися в зневажливому сенсі, позначаючи країну або регіон, що не володіють повним суверенітетом.
Деякі бантустани отримали «на папері» незалежність (Транскей, Венда, Бопутатсвана і Кіскей в ПАР; Східний Капріві (Лозі), Каванголенд і Овамболенд в ПЗА); ще кілька (Квазулу, Лебова, Кваква) отримали обмежену автономію. Статус бантустанів як суверенних незалежних держав не отримав міжнародного визнання.
Однак формальна «незалежність» бантустана Бопутатсвана надала можливість організувати в ПАР гральний бізнес, який законодавством цієї країни був заборонений. На території Бопутатсвани було побудоване місто-казино Сан-Сіті.

## Життя в бантустанах
Бантустани були в цілому бідні і мали мало робочих місць. Одним з основних джерел доходу були гральний бізнес і топлес-шоу, заборонені Національною Партією як аморальні. Ця обставина прямо підштовхнула до створення мегакурортів, таких, як Сан-Сіті в бантустані Бопутатсвана. Крім того, деякі бантустани випускали власні поштові марки.
Іншим джерелом фінансових вливань була пряма допомога Преторії. Наприклад, в бантустані Транскей в 1985 р. вона становила 85% надходжень до бюджету. Нерозвиненість економіки і корупція місцевої влади прямо підштовхували населення бантустанів шукати роботу на «білій» території ПАР. Так, до 65% населення бантустану Бопутатсвана постійно працювало за його межами.
Не дивно, що бантустани були вкрай непопулярні у міського чорношкірого населення. Їхні жителі були змушені перебувати в ПАР на правах «іноземних робітників». Багато осіб, приписані до того чи іншого бантустана, ніколи в ньому не жили, або походили з інших місць. Розподіл бантустанів за етнічним принципом в умовах змішування різних народностей не завжди відповідав дійсності.

## Після апартеїду
Ліквідація бантустанів була центральним елементом програми Африканського національного конгресу. Після 1994 року вони були включені назад до складу ПАР. Цей процес, як правило, був мирним, але в деяких випадках зустрів опір місцевих еліт. Важким був розпуск бантустанів Бопутатсвана і Кіскей. У Кіскей в березні 1994 року були введені війська.